# Puchar Miast Targowych (1962/1963)
V Puchar Miast Targowych 1962/1963

(ang. Inter-Cities Fairs Cup)

## 1/16 finału
| Valencia CF – Celtic F.C. 4:2 i 2:2 1 26.09 1962 1:0 Luis Coll 9, 2:0 Luis Coll 26, 3:0 Vicente Guillot 30, 3:1 Manuel Mestre 47s, 4:1 Vicente Guillot 47, 4:2 Michael Jackson 73 2 24.10 1962 0:1 Bautista Verdu 47s, 1:1 Vicente Guillot 55, 2:1 „Waldo” Machado da Silva 81, 2:2 Patrick Crerand 85 |
| Everton F.C. – Dunfermline Athletic 1:0 i 0:2 1 24.10 1962 1:0 Dennis Stevens 12 2 31.10 1962 0:1 George Miller 5, 0:2 Harold Melrose 87 |
| Utrecht XI – Tasmania 1900 Berlin 3:2 i 2:1 1 12.09 1962 1:0 Frans Geurtsen 6, 1:1 Horst Greuel 43, 1:2 Wolfgang Neumann 55, 2:2 Josef Siahaya 61, 3:2 Frans Geurtsen 77 2 17.10 1962 0:1 Wolfgang Rosenfeldt 17, 1:1 Cor Luiten 33, 2:1 Tonny van der Linden 35 |
| Hibernian F.C. – Stævnet 4:0 i 3:2 1 03.10 1962 1:0 John Byrne 17, 2:0 Gerald Baker 20, 3:0 Morris Stevenson 24, 4:0 Leif Rønnov 30s 2 23.10 1962 0:1 Arne Dyrmose 17, 1:1 John Byrne 33, 2:1 Morris Stevenson 47, 3:1 Morris Stevenson 63, 3:2 Arvid Christensen 67 |
| Rapid Wiedeń – FK Crvena zvezda 1:1 i 0:1 1 10.10 1962 1:0 Rudolf Flögel 48, 1:1 Bora Kostić 75 2 13.11 1962 0:1 Vojislav Melić 55 |
| CF Os Belenenses – FC Barcelona 1:1 i 1:1, dod. 2:3 1 03.10 1962 0:1 Jose Maria Fuste 8, 1:1 Antonio Espirito Santo „Estevão” 11 2 11.10 1962 0:1 Cayetano Re 11, 1:1 Fernando Peres 36 3 31.10 1962 1:0 Paulo Lourenço „Palico” 5, 1:1 Jesus Maria Pereda 15, 1:2 Julio Cesar Benitez 19, 1:3 Sandor Kocsis 55, 2:3 Paulo Lourenço „Palico” 60 (mecz w Barcelonie) |
| Glentoran F.C. – Real Saragossa 0:2 i 2:6 1 26.09 1962 0:1 Roy Borne 40s, 0:2 Adrualdo Barroso da Silva „Duca” 84 2 10.10 1962 1:0 Matt Doherty 7, 1:1 Joaquin Murillo 23, 1:2 Jose Sigfredo Martinez „Sigi” 28, 1:3 Juan Manuel Villa 58, 1:4 Joaquin Murillo 69, 1:5 Juan Manuel Villa 73, 1:6 Joaquin Murillo 81, 2:6 Matt Doherty 82 |
| Altay SK – AS Roma 2:3 i 1:10 1 26.09 1962 1:0 Bilge Nazmi 19, 1:1 Alberto Orlando 30, 1:2 Francisco Lojacono 32, 1:3 Giampaolo Menichelli 41, 2:3 Bilge Nazmi 55 (mecz w Stambule) 2 07.11 1962 0:1 Pedro Valdemar Manfredini 2, 0:2 Torbjörn Jönsson 16, 0:3 Torbjörn Jönsson 22, 0:4 Francisco Lojacono 39k, 0:5 Pedro Valdemar Manfredini 41, 1:5 Uail 55, 1:6 Pedro Valdemar Manfredini 56, 1:7 Antonio Angelillo 69, 1:8 Francisco Lojacono 74, 1:9 Pedro Valdemar Manfredini 82, 1:10 Francisco Lojacono 89 |
| FC Viktoria Köln – Ferencvárosi TC 4:3 i 1:4 1 03.10 1962 0:1 Sandor Matrai 6, 1:1 Carl Heinz Rühl 16, 2:1 Willibert Kremer 19, 3:1 Klaus Matischak 23, 3:2 Florian Albert 31, 4:2 Klaus Matischak 33k, 4:3 Florian Albert 53 2 17.10 1962 0:1 Dezsö Novak 14, 0:2 Jozsef Kokeny 67, 0:3 Mate Fenyvesi 73, 0:4 Florian Albert 80, 1:4 Carl Heinz Rühl 81 |
| UC Sampdoria – Aris Bonnevoie 1:0 i 2:0 1 26.09 1962 1:0 Sergio Brighenti 36 2 03.10 1962 1:0 Jose Ricardo da Silva 5, 2:0 Ernest Brenner 35s |
| FK Vojvodina – Lipsk XI 1:0 i 0:2 1 03.10 1962 1:0 Dżordże Pavlić 23 2 17.10 1962 0:1 Dieter Fischer 3, 0:2 Rainer Trölitzsch 76k |
| Petrolul Ploeszti – Spartak Brno 4:0 i 1:0 1 03.10 1962 1:0 Mircea Dridea 6, 2:0 Alexandru Badea 38, 3:0 Alexandru Badea 51, 4:0 Constantin Tabarcea 58 2 10.10 1962 1:0 Constantin Tabarcea 71 |
| Bazylea XI – Bayern Monachium 0:3 i 0:3vo 1 16.10 1962 0:1 Dieter Brenninger 41, 0:2 Dieter Brenninger 72, 0:3 Jakob Dreschner 87 2 ponieważ BAZYLEA wycofała się, drugiego meczu nie rozegrano, przyznając walkower 0:3 dla Bayernu |
| Drumcondra F.C. – Odense XI 4:1 i 2:4 1 03.10 1962 1:0 William Dixon 12, 2:0 James Morrissey 26, 3:0 William Dixon 38, 3:1 Palle Bruun 74, 4:1 James McCann 79 2 17.10 1962 0:1 Helge Jørgensen 3, 1:1 Michael Rice 20, 2:1 James Morrissey 33, 2:2 Palle Bruun 76, 2:3 Palle Bruun 76, 2:4 Helge Jørgensen 85, |
| Olympique Marsylia – Union Saint-Gilloise 1:0 i 2:4 1 26.09 1962 1:0 Etienne Sansonetti 63 2 17.10 1962 0:1 Roger van Cauwelaert 25, 0:2 Lucien Mertens 26, 1:2 Gerard Aygouy 44, 1:3 Lucien Mertens 48, 1:4 Julien Kialunda 50, 2:4 Eric Roy 72 |
| FC Porto – Dinamo Zagrzeb 1:2 i 0:0 1 03.10 1962 1:0 Manuel Serafim Pereira 26, 1:1 Borislav Ribić 44, 1:2 Ilijas Pasić 55 2 17.10 1962 |

## 1/8 finału
| Valencia CF – Dunfermline Athletic 4:0 i 2:6, 1:0 1 12.12 1962 1:0 Hector Nuńez 3, 2:0 „Waldo” Machado da Silva 37, 3:0 Jose Baeza „Ficha” 45, 4:0 „Waldo” Machado da Silva 52 2 19.12 1962 0:1 Alex Edwards 10, 0:2 Jon Sinclair 15, 0:3 Jon Sinclair 16, 1:3 Vicente Guillot 22, 1:4 George Peebles 36, 1:5 James McLean 53, 2:5 James McLean 59s, 2:6 Alex Smith 66 3 07.02 1963 1:0 Manuel Mestre 62 (mecz w Lizbonie) |
| Utrecht XI – Hibernian F.C. 0:1 i 1:2 1 27.11 1962 0:1 Duncan Falconer 11 2 12.12 1962 1:0 Frans Geurtsen 21, 1:1 Gerald Baker 23, 1:2 Morris Stevenson 48 |
| FK Crvena zvezda – FC Barcelona 3:2 i 0:1, dod. 1:0 1 02.12 1962 0:1 Luis Cubilla 17, 0:2 Ramon Villaverde 54, 1:2 Spasoje Samardzić 58, 2:2 Josip Skoblar 65, 3:2 Ljubomir Ognjanović 66 2 19.12 1962 0:1 Luis Cubilla 86 3 02.01 1963 1:0 Bora Kostić 49k (mecz w Nicei) |
| Real Saragossa – AS Roma 2:4 i 2:1 1 02.12 1962 0:1 Francisco Lojacono 2, 1:1 Juan Manuel Villa 30, 1:2 Pedro Valdemar Manfredini 61, 1:3 Giancarlo de Sisti 62, 1:4 John William Charles 80, 2:4 Marcelino Martinez 84 2 19.12 1962 0:1 Antonio Angelillo 5, 1:1 Giulio Corsini 40s, 2:1 Jose Sigfredo Martinez „Sigi” 83                                                                                                 |
| UC Sampdoria – Ferencvárosi TC 1:0 i 0:6 1 01.12 1962 1:0 Jose Ricardo da Silva 18 2 12.12 1962 0:1 Jozsef Kokeny 15, 0:2 Zoltan Friedmanszky 16, 0:3 Zoltan Friedmanszky 60, 0:4 Jozsef Kokeny 61, 0:5 Oszkar Vileszal 70, 0:6 Mate Fenyvesi 78 |
| Petrolul Ploeszti – Lipsk XI 1:0 i 0:1, dod. 1:0 1 07.11 1962 1:0 Anton Munteanu 36 2 28.11 1962 0:1 Dieter Fischer 25 3 09.12 1962 1:0 Virgil Dridea 49 (mecz w Budapeszcie) |
| Bayern Monachium – Drumcondra F.C. 6:0 i 0:1 1 04.12 1962 1:0 Rainer Ohlhauser 12, 2:0 Fritz Kosar 47k, 3:0 Karl Borutta 47, 4:0 Dieter Brenninger 77, 5:0 Peter Grosser 80, 6:0 Wilhelm Giesemann 83 2 12.01 1963 0:1 William Dixon 58 |
| Dinamo Zagrzeb – Union Saint-Gilloise 2:1 i 0:1, dod. 3:2 1 07.11 1962 1:0 Slaven Zambata 3, 2:0 Ilijas Pasić 64, 2:1 Paul Schraepen 75 2 21.11 1962 0:1 Roger van Cauwelaert 43 3 13.02 1963 0:1 Lucien Mertens 15, 0:2 Mirko Braun 25s, 1:2 Zvonko Kobeščak 28, 2:2 Zvonko Kobeščak 50, 3:2 Ilijas Pasić 62 (mecz w Linzu)                                                                                               |

## 1/4 finału
| Valencia CF – Hibernian F.C. 5:0 i 1:2 1 13.03 1963 1:0 Roberto Gil 13, 2:0 Roberto Gil 21, 3:0 Francisco Amancio Dos Santos „Chicão” 40, 4:0 „Waldo” Machado da Silva 44, 5:0 „Waldo” Machado da Silva 65 2 03.04 1963 0:1 Thomas Preston 10, 0:2 Gerry Baker 22, 1:2 Hector Nuńez 30 |
| AS Roma – FK Crvena zvezda 3:0 i 0:2 1 06.03 1963 1:0 Pedro Valdemar Manfredini 21, 2:0 Francisco Lojacono 24, 3:0 Giampaolo Menichelli 47 2 20.03 1963 0:1 Luka Malešev 12, Luka Malešev 74                                                                                           |
| Ferencvárosi TC – Petrolul Ploeszti 2:0 i 0:1 1 27.03 1963 1:0 Mate Fenyvesi 2, 2:0 Dezsö Novak 19 2 03.04 1963 0:1 Nicolae Ivan 61 |
| Bayern Monachium – Dinamo Zagrzeb 1:4 i 0:0 1 13.03 1963 0:1 Slaven Zambata 19, 0:2 Slaven Zambata 45, 0:3 Dražan Jerković 62, 0:4 Zvonko Kobeščak 66, 1:4 Alfred Brecht 84 2 03.04 1963                                                                                               |

## 1/2 finału
| Valencia CF – AS Roma 3:0 i 0:1 1 25.04 1963 1:0 Francisco Amancio Dos Santos „Chicão” 78, 2:0 Hector Nuńez 84, 3:0 Vicente Guillot 88 2 16.05 1963 0:1 Antonio Angelillo 26 |
| Ferencvárosi TC – Dinamo Zagrzeb 0:1 i 1:2 1 24.04 1963 0:1 Stjepan Lamza 85 2 05.06 1963 1:0 Mate Fenyvesi 27, 1:1 Slaven Zambata 55, 1:2 Zvonko Kobeščak 75                |

## Finał
| Dinamo Zagrzeb – Valencia CF 1:2 i 0:2 |
| 12 czerwca 1963 Zagrzeb Maksimir (40 000) Dinamo Zagrzeb – Valencia CF 1:2 (1:0) Sędzia: Giuseppe Adami (Włochy) Bramki: 1:0 Slaven Zambata 13, 1:1 „Waldo” Machado da Silva 64, 1:2 Jose Antonio Urtiaga 67 Nogometni Klub Dinamo Zagreb (trener Milan Antolković): Zlatko Skorić – Rudolf Belin, Mirko Braun, Marijan Biscam, Vladimir Marković, Željko Perušić, Zdenko Kobeščak, Slaven Zambata, Tomislav Knež, Željko Matuš (kapitan), Stjepan Lamža Valencia Club de Fútbol (trener Alejandro Scopelli): Ricardo Zamora – Vicente Piquer, Francisco Amancio Dos Santos „Chicão”, Francisco Garcia „Paquito”, Juan Carlos Diaz Quincoces (kapitan), Jose Sastre, Daniel Maño, Jose Maria Sánchez-Lage, „Waldo” Machado da Silva, Enrique Ribelles, Jose Antonio Urtiaga |
| 26 czerwca 1963 Walencja Estadio Mestalla (55 000) Valencia CF – Dinamo Zagrzeb 2:0 (0:0) Sędzia: Kevin Howley (Anglia) Bramki: 1:0 Daniel Maño 68, 2:0 Hector Nuñez 78 Valencia Club de Fútbol (trener Alejandro Scopelli): Ricardo Zamora – Vicente Piquer, Francisco Amancio Dos Santos „Chicão”, Francisco Garcia „Paquito”, Juan Carlos Diaz Quincoces (kapitan), Jose Sastre, Daniel Maño, Jose Maria Sánchez-Lage, „Waldo” Machado da Silva, Enrique Ribelles, Hector Nuñez. Nogometni Klub Dinamo Zagreb (trener Milan Antolković): Zlatko Skorić – Rudolf Belin, Mirko Braun, Zdravko Raus, Vladimir Marković, Željko Perušić, Zdenko Kobeščak, Slaven Zambata, Tomislav Knež, Željko Matuš (kapitan), Stjepan Lamža                                               |